# Saperda pallidipennis
Saperda pallidipennis là một loài bọ cánh cứng trong họ Cerambycidae.